# Élections municipales de 1912 dans la Somme
Les élections municipales ont eu lieu les 5 et 12 mai 1912.dans la Somme.

## Maires sortants et maires élus
Les maires élus à la suite des élections municipales dans les communes de plus de 2 000 habitants :
| Commune                | Population | Maire sortant           | Parti | Parti | Maire élu               | Parti | Parti |
| ---------------------- | ---------- | ----------------------- | ----- | ----- | ----------------------- | ----- | ----- |
| Abbeville              | 20 373     | Charles Bignon          |       | PRD   | Charles Bignon          |       | PRD   |
| Ailly-sur-Somme        | 2 162      | Eugène Lavoine          |       | PRD   | Eugène Lavoine          |       | PRD   |
| Albert                 | 7 373      | Charles Lomont*         |       | PRRRS | Émile Leturcq           |       | PRRRS |
| Amiens                 | 93 207     | Georges Antoine         |       | FR    | Alphonse Fiquet         |       | PRRRS |
| Beauval                | 2 985      | Abel Jovelet            |       | PRD   | Abel Jovelet            |       | PRD   |
| Cayeux-sur-Mer         | 3 692      | Anatole Mopin           |       | PRRRS | Anatole Mopin           |       | PRRRS |
| Corbie                 | 4 408      | Marcellin Truquin       |       | PRRRS | Marcellin Truquin       |       | PRRRS |
| Le Crotoy              | 2 556      | Émile Vasseur           |       | PRD   | Émile Vasseur           |       | PRD   |
| Doullens               | 6 075      | Albert Rousé            |       | RI    | Albert Rousé            |       | RI    |
| Flixecourt             | 3 731      | Alfred Macron           |       | PRRRS | Alfred Macron           |       | PRRRS |
| Friville-Escarbotin    | 3 058      | Hubert Acoulon*         |       | PRD   | Désiré Buteux           |       | PRD   |
| Gamaches               | 2 290      | Ernest Baille           |       | FR    | Florimond Mauduit       |       | RI    |
| Ham                    | 3 161      | Eugène Mahot*           |       | PRRRS | Charles Gronier         |       | PRRRS |
| Montdidier             | 4 517      | Adolphe Havart*         |       | PRRRS | Ernest Poulain          |       | PRRRS |
| Moreuil                | 2 916      | Victor Gaillard         |       | PRRRS | Victor Gaillard         |       | PRRRS |
| Nesle                  | 2 631      | Hector Lamotte          |       | PRD   | René Vergelot           |       | PRRRS |
| Péronne                | 4 691      | Charles Boulanger       |       | PRRRS | Charles Boulanger       |       | PRRRS |
| Pont-Rémy              | 2 082      | Ernest Tirmont          |       | PRRRS | Ernest Tirmont          |       | PRRRS |
| Rosières-en-Santerre   | 2 334      | Jules Thiébaud          |       | PRRRS | Jules Thiébaud          |       | PRRRS |
| Roye                   | 4 515      | Élie Vasseur*           |       | PRD   | Paul Jaillant           |       | PRRRS |
| Rue                    | 2 881      | Eugène Béthouart        |       | PRD   | Eugène Béthouart        |       | PRD   |
| Saint-Ouen             | 3 283      | Léon Boitelle           |       | PRRRS | Léon Boitelle           |       | PRRRS |
| Saint-Valery-sur-Somme | 3 525      | Louis Delattre          |       | PRRRS | Louis Delattre          |       | PRRRS |
| Vignacourt             | 2 219      | Paul Thuillier-Buridard |       | PRRRS | Paul Thuillier-Buridard |       | PRRRS |
| Villers-Bretonneux     | 4 438      | Henri Outrequin         |       | PRD   | Henri Outrequin         |       | PRD   |
| * Ne se représente pas |            |                         |       |       |                         |       |       |

### Résultats en nombre de mairies
| Partis       | Partis                                          | Maires sortants | Maires élus | Évolution |
| ------------ | ----------------------------------------------- | --------------- | ----------- | --------- |
|              | Parti républicain radical et radical-socialiste | 13              | 16          | 3         |
|              | Parti républicain démocratique                  | 9               | 7           | 2         |
|              | Radicaux indépendants                           | 1               | 2           | 1         |
| Total centre | Total centre                                    | 23              | 25          | 2         |
|              | Fédération républicaine                         | 1               | /           | 1         |
| Total droite | Total droite                                    | 2               | 0           | 2         |
| Total        | Total                                           | 25              | 25          |           |

## Résultats
L'élection des conseillers municipaux étant au scrutin majoritaire plurinominal sous la IIIe République, les résultats indiqués ci-dessous représentent le nombre moyen de voix par liste,.

### Amiens
Maire sortant : Georges Antoine (FR) depuis 1910, à la suite du décès d'Albert Catoire.
36 sièges à pourvoir
|                                                   | Georges Antoine* | FR             | 7 273  | 41,38  | 9 092  |        | 12 |  |  |
| Liste municipale progressiste                     |                  |                | 7 273  | 41,38  | 9 092  |        | 12 |  |  |
|                                                   | Lucien Lecointe  | SFIO           | 5 460  | 31,07  | 9 213  |        | 24 |  |  |
| Liste socialiste ouvrière ¹                       |                  |                | 5 460  | 31,07  | 9 213  |        | 24 |  |  |
|                                                   | Alphonse Fiquet  | PRRRS - PRD    | 4 399  | 25,03  | 9 213  |        | 24 |  |  |
| Liste de la Fédération des groupes républicains ¹ |                  |                | 4 399  | 25,03  | 9 213  |        | 24 |  |  |
|                                                   |                  |                |        |        |        |        |    |  |  |
| Inscrits                                          | Inscrits         | Inscrits       | 26 370 | 100,00 | 26 370 | 100,00 |    |  |  |
| Abstentions                                       | Abstentions      | Abstentions    | 8 487  | 32,18  | 7 336  | 27,82  |    |  |  |
| Votants                                           | Votants          | Votants        | 17 883 | 67,82  | 19 034 | 72,18  |    |  |  |
| Blancs et nuls                                    | Blancs et nuls   | Blancs et nuls | 307    | 1,72   |        |        |    |  |  |
| Exprimés                                          | Exprimés         | Exprimés       | 17 576 | 97,95  |        |        |    |  |  |
| * Maire sortant                                   |                  |                |        |        |        |        |    |  |  |

Le nouveau conseil municipal est composé de 16 élus « républicains » (PRRRS et PRD) et 8 élus socialistes pour la majorité et de 12 élus « progressistes » dans l'opposition.
Maire élu : Alphonse Fiquet (PRRRS)